# 抗荷服
抗荷服（G-suit，anti-G suit）是飞行员和航天员穿戴的一种專門設計的特殊服装，用于抗衡因高重力加速度（G力）造成的失去意識（G-LOC）。這種服裝主要在高機動性的軍用飛機以及一些航天器上使用。在较高重力下由于离心力，人体血液会向下半身流动。抗荷服中带有夹层，可以充气，充气后可以给下半身施加压力，控制人体血液流动。

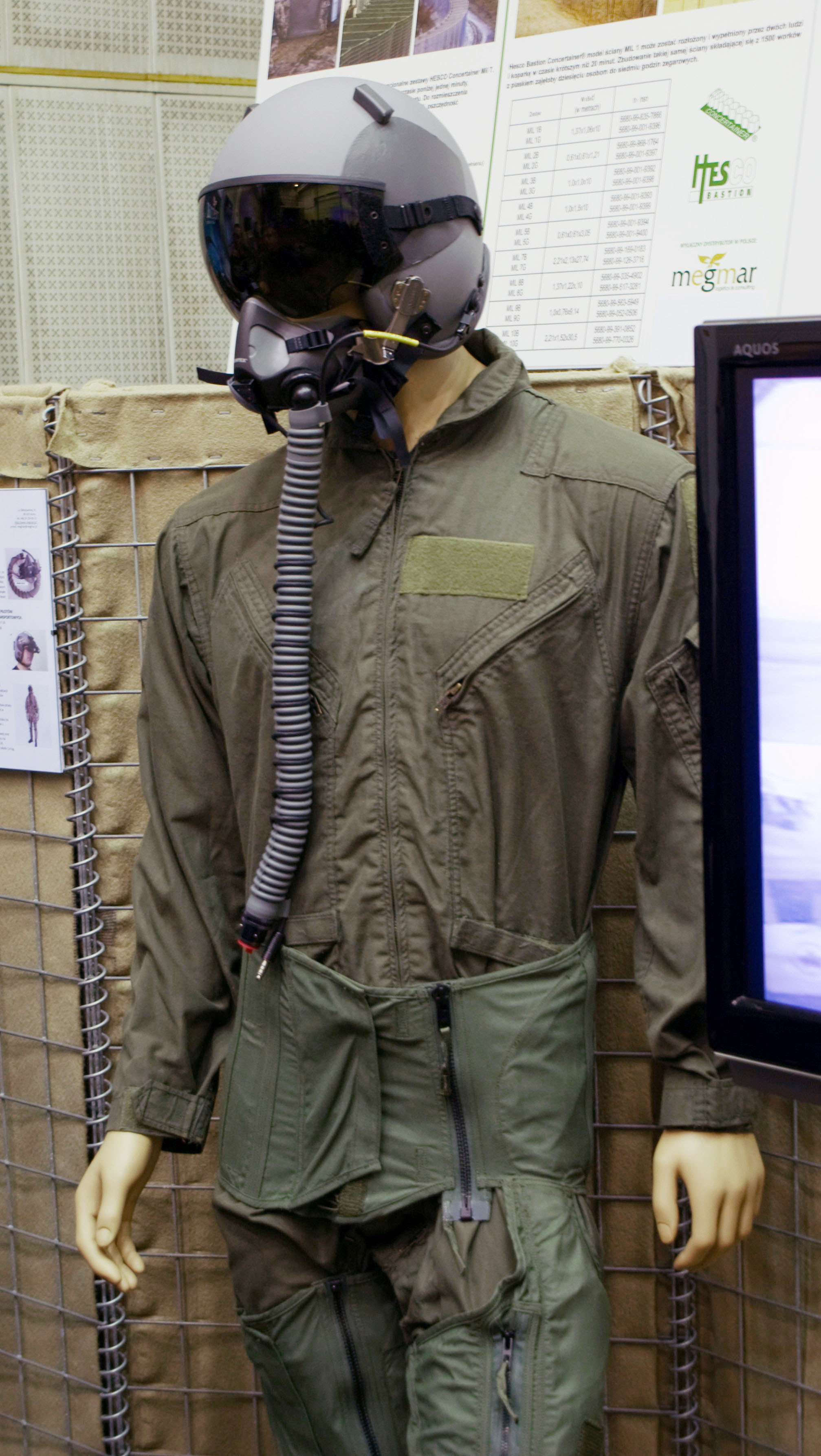
CSU-17B/P 抗重力服長褲和腰帶安裝在飛行服上

## 文獻與歷史
抗荷服的概念源於二戰時期，當時噴氣式飛機的出現使得飛行員需要應對更高的G力。早在1917年，就有記錄顯示飛行員因g（G-LOC）而失去意識的案例，被稱為「空中暈倒」。1940年代初期，英國和美國科學家開始研發抗荷服以保護飛行員。

## 設計與功能
抗荷服通常由一系列氣囊組成，這些氣囊分布在飛行員的腿部和腹部。當飛機執行高G力機動時，氣囊會自動充氣，對飛行員的腿部和腹部施加壓力，防止血液向下流動。
主要功能：
1. 防止血液積聚在下肢： 氣囊充氣壓迫腿部，防止血液因G力作用積聚在下肢。
2. 維持腦部血液供應： 通過限制下肢血液流動，維持足夠的血液供應到腦部，防止失去意識。
3. 提高耐G能力： 增加飛行員在高G力環境下的耐受能力，延長他們能夠承受的時間。

## 使用情境[3]
抗荷服主要在以下情境中使用：
1. 戰鬥機飛行員： 高機動性的戰鬥機在執行急速轉彎、爬升和俯衝等動作時會產生高G力。
2. 宇航員： 在火箭發射和再入過程中，宇航員會經歷短時間的高G力。
3. 特技飛行員： 執行高難度特技動作的飛行員也會面臨高G力挑戰。

## 未來發展
隨著科技的進步，抗荷服的設計也在不斷改進。現代抗荷服更加輕便、舒適，並且配備了先進的自動控制系統，能夠更精確地調節氣囊壓力。此外，研究人員還在探索新材料和新技術，以進一步提高抗荷服的性能。

## 外部連結
- DTIC ADB156796：先進技術抗重力服 (ATAGS) 製造，Advanced Technology Anti-G Suit (ATAGS) Fabrication。